# Konzertante Opernaufführungen des Theaters an der Wien seit 2006

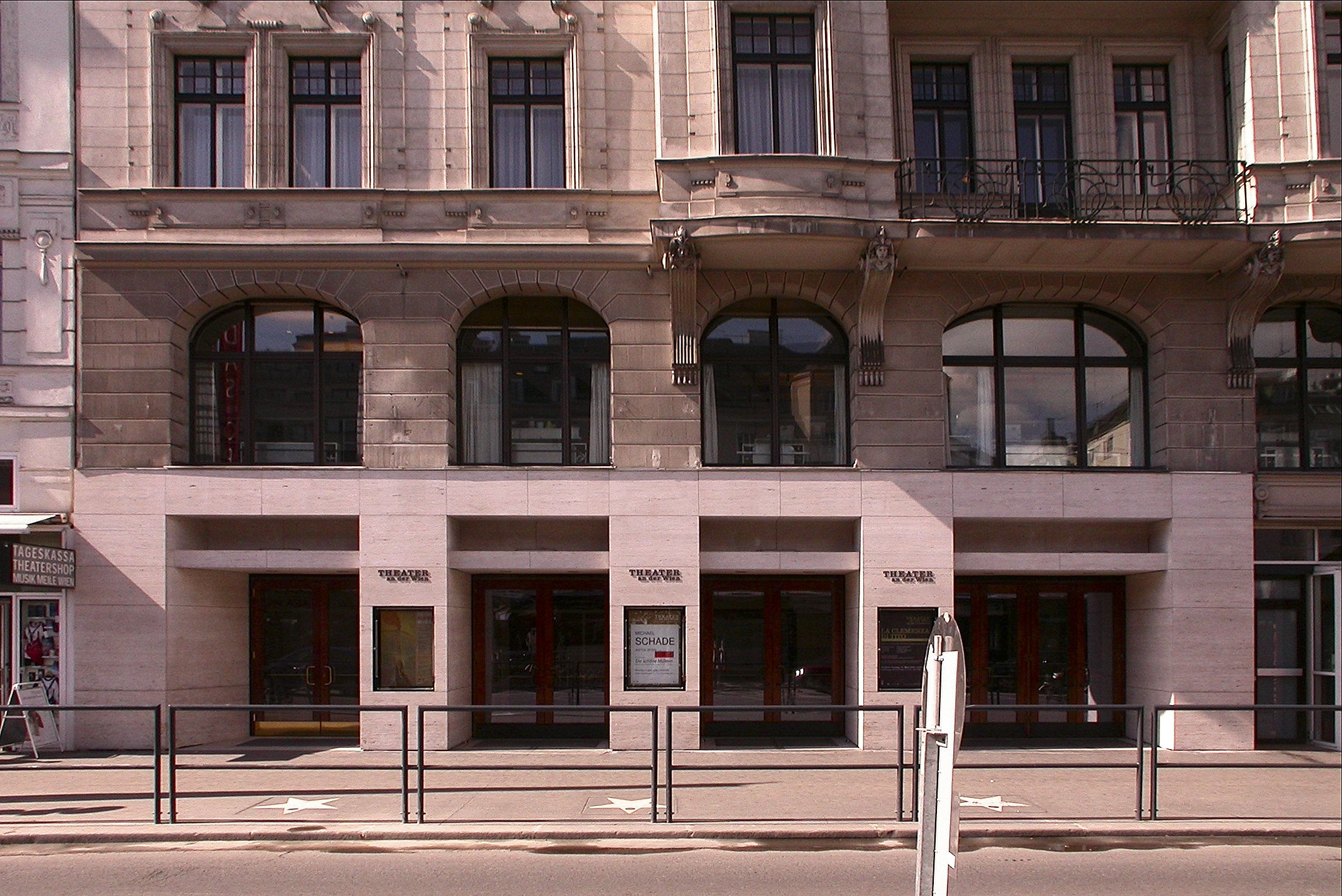
Theater an der Wien, 2006

Die Auflistung Konzertante Opernaufführungen des Theaters an der Wien seit 2006 soll die Leading Teams sowie die Sänger und Sängerinnen aller Opern verzeichnen, welche seit der Spielzeit 2006/07 am Theater an der Wien konzertant aufgeführt wurden. Dieses Opernhaus der Stadt Wien hat sich europaweit als hochrespektiertes Musiktheater etabliert und gilt als Spezialist sowohl für Barockopern als auch für die Oper des 20. und 21. Jahrhunderts. Direktor des Hauses ist seit 2022 Stefan Herheim.

## Spielzeit 2006
| L’ape musicale, Opera buffa von Lorenzo da Ponte, Musik von Cimarosa, Mozart, Paisiello, Salieri u. a., halbszenische Aufführung, 28. Juni 2006 |                                                                                    |                                               |
| Radio-Symphonieorchester Wien Bertrand de Billy                                                                                                 | Andrea Jonasson Lorenzo da Ponte Valentina Farcas Arpiné Rahdjian Nina Bernsteiner | Maurizio Muraro Lawrence Brownlee Boaz Daniel |

## Spielzeit 2007
| L’Orfeo, Libretto von Allessandro Striggio, Musik von Claudio Monteverdi, 25. Februar 2007 | |                                                                    |
| René Jacobs                                                                                | Sunhae Im La Musica/Euridice Marie-Claude Chappuis Messaggiera/Proserpina Arlene Rolph La Speranza Yeree Suh Ninfa | Stéphane Degout Orfeo Sergio Foresti Caronte Antonio Abete Plutone |

## Spielzeit 2007–2008
| Motezuma, 6. Oktober 2007        | |                       |
| Il complesso barocco Alan Curtis | Sonia Prina Mitrena Karina Gauvin Teutile Ann Hallenberg Fernando Cortes Mary-Ellen Nesi Ramiro Laura Aikin Asprano | Vito Priante Motezuma |

## Spielzeit 2008–2009
| La serva padrona, 17. Oktober 2008                                       | |                                                                               |
| Academia Montis Regalis Alessandro De Marchi                             | Laura Aikin Serpina | Frederic Akselberg Tenor Florian Boesch Uberto                                |
| Ezio, Dramma per musica von Christoph Willibald Gluck, 16. November 2008 | |                                                                               |
| Il complesso barocco Alan Curtis                                         | Ann Hallenberg Fulvia Mayuko Karasawa Onoria                                                                                            | Max Emanuel Cenčić Valentiniano Robert Breault Massimo Julian Prégardien Varo |
| Luci mie traditrici, Musik von Salvatore Sciarrino, 14. Dezember 2008    | |                                                                               |
| Klangforum Wien Beat Furrer                                              | Anna Radziejewska La Malaspina | Timothy Sharp Il Malaspina Andrew Watts L'Ospite Simon Jaunin Il Servo        |
| Tolomeo e Alessandro, Oper von Domenico Scarlatti, 18. Jänner 2009       | |                                                                               |
| Il complesso barocco Alan Curtis                                         | Ann Hallenberg Tolomeo Véronique Gens Alessandro Klara Ek Seleuce Roberta Invernizzi Elisa Theodora Baka Araspe Tuva Semmingsen Dorisbe |                                                                               |
| L’isola disabitata, Musik von Joseph Haydn, 12. Juli 2009                | |                                                                               |
| L’Orfeo Barockorchester Michi Gaigg                                      | Nuria Rial Constanza Barbara Kraus Silvia                                                                                               | Christian Zenker Gernando Reinhard Mayr Enrico                                |

## Spielzeit 2009–2010
| L’anima del filosofo von Carlo Francesco Badini und Joseph Haydn, 25. September 2009       | | |
| Kammerorchester Basel Wiener Kammerchor Michael Grohotolsky Choreinstudierung Paul Goodwin | Simone Kermes Euridice Lorna Anderson Genio Theresa Hemedinger Baccante                                               | Paul Agnew Orfeo Jonathan Lemalu Creonte, Pluto Christian Lusser, Robert Novacko, Ralph Löwy, Martin Piskorski Coristi             |
| Agrippina, 26. September 2009                                                              | | |
| Il complesso barocco Alan Curtis                                                           | Alexandrina Pendatchanska Agrippina Tuva Semmingsen Nerone Klara Ek Poppea                                            | Iestyn Davies Ottone Umberto Chiummo Claudio Raffaele Costantini Pallante Antonio Giovannini Narciso, Giunone Matteo Ferrara Lesbo |
| Armida al campo d’Egitto von Giovanni Palazzi und Antonio Vivaldi, 22. Oktober 2009        | | |
| Concerto Italiano Rinaldo Alessandrini                                                     | Sara Mingardo Armida Monica Bacelli Osmira Raffaella Milanesi Erminia Marina Comparato Emireno Romina Basso Adrasto   | Furio Zanasi Califfo Martín Oro Tisaferno                                                                                          |
| Ezio, 15. November 2009                                                                    | | |
| Kammerorchester Basel Attilio Cremonesi                                                    | Veronica Cangemi Fulvia Sonia Prina Valentiniano Kristina Hammarström Onoria                                          | Lawrence Zazzo Ezio Vittorio Prato Massimo Antonio Abete Varo                                                                      |
| La Grande-Duchesse de Gérolstein, 8. Jänner 2010                                           | | |
| Kammerorchester Basel Ensemble des Opernchores des Theater Basel Hervé Niquet              | Anne Sofie von Otter Mezzosopran Agata Wilewska Sopran                                                                | Christoph Homberger Tenor / Sprecher Norman Reinhardt Tenor Karl-Heinz Brandt Tenor Rolf Romei Tenor                               |
| Farnace, 24. Februar 2010                                                                  | | |
| I virtuosi delle muse Stefano Molardi Jonathan Guyonnet Konzertmeister                     | Sonia Prina Farnace Maria Grazia Schiavo Berenice Lucia Cirillo Selinda Sabina Puértolas Gilade Marina de Liso Tamiri | Anders J. Dahlin Pompeo Robert Getchell Aquilo                                                                                     |
| Giove in Argo, 22. April 2010                                                              | | |
| Il complesso barocco Alan Curtis                                                           | Ann Hallenberg Iside Theodora Baka Diana Karina Gauvin Calisto                                                        | Anicio Zorzi Giustiniani Arete Vito Priante Erasto Johannes Weisser Licaone                                                        |

## Spielzeit 2010–2011
| Tolomeo, re d’Egitto, 21. Oktober 2010                                                       |                                                                                                  |                                                                                                  |
| Il complesso barocco Alan Curtis                                                             | Karina Gauvin Seleuce Roberta Invernizzi Elisa Romina Basso Alessandro                           | Iestyn Davies Tolomeo Matthew Brook Araspe                                                       |
| Ottone, re di Germania, 17. November 2010                                                    |                                                                                                  |                                                                                                  |
| The King’s Consort Robert King                                                               | Mhairi Lawson Gismonda Claire Debono Teofane Hillary Summers Matilda                             | Iestyn Davies Ottone Robin Blaze Adalberto Andrew Foster-Williams Emireno                        |
| Bellérophon, Musik von Jean-Baptiste Lully, 25. Jänner 2011                                  |                                                                                                  |                                                                                                  |
| Les Talens Lyriques Arnold Schoenberg Chor Erwin Ortner Choreinstudierung Christophe Rousset | Ingrid Perruche Stenobée Céline Scheen Philonoé Jennifer Borghi Argie                            | Cyril Auvity Bellérophon Jean Teitgen Amisodar Evgueniy Alexiev Jobate Robert Getchell La Pythie |
| Berenice, regina d’Egitto, 27. Jänner 2011                                                   |                                                                                                  |                                                                                                  |
| Il complesso barocco Alan Curtis                                                             | Klara Ek Berenice Ingela Bohlin Allessandro Milena Storti Selene Mary Ellen Nesi Arsace          | Franco Fagioli Demetrio Anicio Zorzi Giustiniani Fabio Johannes Weisser Aristobolo               |
| L’olimpiade, Musik von Giovanni Battista Pergolesi, 24. Februar 2011                         |                                                                                                  |                                                                                                  |
| Academia Montis Regalis Alessandro De Marchi                                                 | Jennifer Rivera Licida Olga Pasichnyk Megacle Raffaella Milanesi Aristea Ann-Beth Solvang Argene | Carlo Vincenzo Allemano Clistene Martín Oro Alcandro Markus Brutscher Aminta                     |

## Spielzeit 2011–2012
| Street Scene, Buch von Elmer Rice, Liedtexte von Langston Hughes, Musik von Kurt Weill, 25. und 26. September 2011 Halbszenische Aufführung (Inszenierung: John Fulljames, Kostüme: Dick Bird) | | |
| BBC Concert Orchestra Gumpoldskirchner Spatzen Elisabeth Ziegler Chorleitung Keith Lockhart | Elena Ferrari Anna Maurrant Susanna Hurrell Rose Maurrant Kate Nelson Shirley Kaplan \| Mae Jones Simone Sauphanor Greta Fiorentino Charlotte Page Emma Jones \| First Nursemaid Harriet Williams Olga Olsen \| Second Nursemaid Joanna Foote Mrs. Hildebrand | Geoffrey Dolton Frank Maurrant Tyler Fagan, Oscar O’Rahilly Willie Maurrant Paul Featherstone Abraham Kaplan \| Steve Sankey Paul Curievici Sam Kaplan Joseph Shovelton Lippo Fiorentino \| Dr. Wilson James McOran-Campbell Harry Easter \| George Jones \| Vincent Jones \| City Marschall \| Policeman Paul Reeves Carl Olsen Saul Friend, Jordi Fray Charlie Hildebrand John Moabi Henry \| Dick McGann Nathan Vale Daniel Buchanan |
| Orlando furioso, Libretto von Grazio Braccioli, Musik von Antonio Vivaldi, 22. Oktober 2011 | | |
| Ensemble Matheus Jean-Christophe Spinosi | Delphine Galou Orlando Marina de Liso Alcina Kristina Hammarström Bradamante Blandine Staskiewicz Medoro Veronica Cangemi Angelica | Iestyn Davies Ruggiero Christian Senn Astolfo |
| Jephtha, Musik von Georg Friedrich Händel, 23. November 2011 | | |
| Les Arts Florissants William Christie | Katherine Watson Iphis Kristina Hammarström Storge Rachel Redmond Engel | Kurt Streit Jephtha Neal Davies Zebul David DQ Lee Hamor |
| Giulio Cesare in Egitto, Musik von Georg Friedrich Händel, 23. November 2011 | | |
| Il complesso barocco Alan Curtis | Marie-Nicole Lemieux Giulio Cesare Karina Gauvin Cleopatra Romina Basso Cornelia Emőke Baráth Sesto Milena Storti Nireno | Filippo Mineccia Tolomeo Johannes Weisser Achilla Gianluca Buratto Meraspe |
| Catone in Utica, Dramma per musica von Antonio Vivaldi, 16. Dezember 2011 | | |
| Modo Antiquo Federico Maria Sardelli Bernando Ticci Aufführungsmaterial | Sonia Prina Marzia Loriana Castellano Emilia Nicki Kennedy Arbace | Magnus Starveland Catone Paolo Lopez Cesare Antonio Giovannini Fulvio |
| Deidamia, Musik von Georg Friedrich Händel, 30. Januar 2012 | | |
| Il complesso barocco Alan Curtis | Karina Gauvin Deidamia Marie-Claude Chappuis Ulisse Klara Ek Achille Roberta Mameli Nerea | Johannes Weisser Fenice Antonio Abete Licomede |
| Giustino, Dramma per musica von Antonio Vivaldi, 21. Februar 2012 | | |
| I virtuosi delle muse Stefano Molardi Jonathan Guyonnet Konzertmeister Bernardo Ticci Aufführungsmaterial                                                                                      | Ileana Mateescu Anastasio Maria Grazia Schiavo Arianna Marina De Liso Giustino Sabina Puértolas Leocasta Varduhi Abrahamyan Andronico Lucia Cirillo Amanzio, La Fortuna                                                                                       | Ed Lyon Vitaliano Vincent Lesage Polidarte, Voce di Vitaliano Seniore |
| The Fairy Queen, Semi-opera von Henry Purcell, Libretto nach William Shakespeares Sommernachtstraum, 1. März 2012                                                                              | | |
| The King’s Consort Robert King | Lucy Crowe Sopran | James Gilchrist Tenor David Wilson-Johnson Bass |
| Ariodante, Dramma per musica von Georg Friedrich Händel, 9. März 2012 | | |
| Il complesso barocco Alan Curtis | Sarah Connolly Ariodante Karina Gauvin Ginevra Marie-Nicole Lemieux Polinesso Sabina Puértolas Dalinda | Nicholas Phan Lurcanio Matthew Brook Il Re di Scozia |

## Spielzeit 2012–2013
| La Calisto, 16. September 2012                                                                | | |
| Les Talens Lyriques Christophe Rousset                                                        | Ann-Beth Solvang Diana, L'Eternita Christiane Karg Calisto Milena Storti Linfea Sabina Puértolas Satirone Francesca Russo-Ermolli Giunone, Il Destino | Giovanni Battista Parodi Giove Borja Quiza Mercurio Xavier Sabata Edimione Ludovic Provost Silvano Cyril Auvity La Natura, Pane, Coro di menti celisti |
| Tito Manlio, Dramma per musica von Antonio Vivaldi, 17. Oktober 2012                          | | |
| Accademia Bizantina Ottavio Dantone                                                           | Maria Hinojosa Montenegro Manlio Marina de Liso Servilia Delphine Galou Vitellia Roberta Invernizzi Lucio Milena Storti Decio                         | Sergio Foresti Tito Anicio Zorzi Giustiniani Germinio Bruno Taddia Lindo -                                                                             |
| Il trionfo del tempo e del disinganno, 28. Januar 2013                                        | | |
| Freiburger Barockorchester René Jacobs                                                        | Sunhae Im Bellezza Julia Lezhneva Piacere | Christophe Dumaux Disinganno Charles Workman Tempo |
| Polifemo, Oper von Nicola Porpora, 22. Februar 2013                                           | | |
| Bach Consort Wien Rubén Dubrovsky                                                             | Laura Aikin Galathea Hanna Herfurtner Nerea Mary-Ellen Nesi Calipso                                                                                   | Franco Fagioli Aci Xavier Sabata Ulisse Christian Senn Polifemo                                                                                        |
| Le nozze di Teti, e di Peleo, Azione coro-drammatica von Gioacchino Rossini, 26. Februar 2013 | | |
| Ensemble Matheus Arnold Schoenberg Chor Jean-Christophe Spinosi                               | Mari Eriksmoen Teti Anna Maria Sarra Cerere Gaia Petrone Giunone                                                                                      | Lawrence Brownlee Peleo Andrew Owens Giove |
| Arianna in Creta, 20. März 2013                                                               | | |
| Il complesso barocco Alan Curtis                                                              | Sylvia Schwartz Arianna Ann Hallenberg Teseo Emőke Baráth Alceste Romina Basso Tauride Sonia Prina Carilda                                            | Johannes Weisser Minos, Il Sonno |
| Acis and Galatea, 25. März 2013                                                               | | |
| Kammerorchester Basel Paul Goodwin                                                            | Carolyn Sampson Galatea Hillary Summers Dorinda Mhairi Lawson Eurilla, Clori Martina KoppelstetterFilli                                               | Lawrence Zazzo Acis Callum Thorpe Polifemo Michael Feyfar Silvio Raphael Jud, Benoît Haller Chor                                                       |
| Dido and Aeneas, 21. April 2013                                                               | | |
| The King’s Consort Choir of The King’s Consort Robert King                                    | Carolyn Sampson Dido Grace Davidson Belinda Rebecca Outram Second Woman, Witch Susan Gilmour-Bailey Hexe                                              | Roderick Williams Aeneas Robin Blaze Sorceress Charles Daniels Sailor                                                                                  |
| Amadigi di Gaula, 25. April 2013                                                              | | |
| Il complesso barocco Alan Curtis                                                              | Sonia Prina Amadigi di Gaula Emőke Baráth Oriana Roberta Mameli Melissa Delphine Galou Dardano                                                        | |

## Spielzeit 2013–2014
| Drei Königinnen, Finales von drei Donizetti-Opern (Maria Stuarda, Anna Bolena und Elisabetta), 25. September 2013 | | |
| Armonia Atenea George Petrou                                                                                      | Edita Gruberová Sopran Ann-Beth Solvang Mezzosopran                                                                                | Ioan Hotea Tenor Ben Connor Bariton Zoltán Nagy Bassbariton |
| Alessandro, 20. September 2013                                                                                    | | |
| ORF Radio-Symphonieorchester Wien Peter Valentovic                                                                | Julia Lezhneva Rossana Laura Aikin Lisaura                                                                                         | Max Emanuel Cenčić Alessandro Xavier Sabata Tassile Pavel Kudinov Clito Vasily Khoroshev Cleone Juan Sancho Leonato                                                                    |
| Der Kaiser von Atlantis, 17. Oktober 2013                                                                         | | |
| Israel Chamber Orchestra Roberto Paternostro                                                                      | Çiğdem Soyarslan Bubikopf, ein Soldat Ann-Beth Solvang Der Trommler                                                                | Nikolay Borchev Kaiser Overall Lars Woldt Der Lautsprecher/Der Tod Johannes Chum Harlekin/Ein Soldat                                                                                   |
| Les Danaïdes, von Antonio Salieri, 16. November 2013                                                              | | |
| Les Talens Lyriques Les Chantres du Centre de musique baroque de Versailles Christophe Rousset                    | Judith van Wanroij Hypermnestre Katia Velletaz Plancippe                                                                           | Tassis Christoyannis Danaüs Philippe Talbot Lyncée Thomas Dolié Pélagus, Officiers |
| Rinaldo, 14. Dezember 2013                                                                                        | | |
| Il pomo d’oro Riccardo Minasi                                                                                     | Karina Gauvin Armida Varduhi Abrahamyan Goffredo Emőke Baráth Almirena                                                             | Franco Fagioli Rinaldo Xavier Sabata Eustazio Gianluca Buratto Argante |
| The King Arthur Seance – On Henry Purcell´s Shoulders, Musik von Helmut Jasbar, UA, 17. Januar 2014               | | |
| Barucco Wiener Singakademie Kammerchor Heinz Ferlesch                                                             | Maria Erlacher Sopran Ursula Langmayr Sopran                                                                                       | Karl Markovics Sprecher Markus Forster Altus Daniel Johannsen Tenor Matthias Helm Bass                                                                                                 |
| An Index of Metals, Video-Oper von Fausto Romitelli, 30. Januar 2014                                              | | |
| Klangforum Wien Baldur Brönnimann                                                                                 | Barbara Hannigan Stimme | |
| Admeto, re di Tessaglia, 23. Februar 2014                                                                         | | |
| Il complesso barocco Alan Curtis                                                                                  | Sonia Prina Admeto Caitlin Hulcup Alceste Emőke Baráth Antigona Romina Basso Trasimede                                             | Luigi De Donato Ercole Gianluca Buratto Meraspe |
| Le nozze di Figaro, 6. und 8. März 2014                                                                           | | |
| Concentus Musicus Wien Arnold Schoenberg Chor Nikolaus Harnoncourt                                                | Christine Schäfer Contessa Mari Eriksmoen Susanna Elisabeth Kulman Cherubino Ildikó Raimondi Marcellina Christina Gansch Barbarina | Bo Skovhus Conte Andrè Schuen Figaro Peter Kálmán Bartolo, Antonio Mauro Peter Basilio, Don Curzio                                                                                     |
| Don Giovanni, 17. und 19. März 2014                                                                               | | |
| Concentus Musicus Wien Arnold Schoenberg Chor Nikolaus Harnoncourt                                                | Christine Schäfer Donna Anna Maite Beaumont Donna Elvira Mari Eriksmoen Zerlina                                                    | Andrè Schuen Don Giovanni Mika Kares Commendatore, Masetto Mauro Peter Don Ottavio Ruben Drole Leporello                                                                               |
| Così fan tutte, 27. und 29. März 2014                                                                             | | |
| Concentus Musicus Wien Arnold Schoenberg Chor Nikolaus Harnoncourt                                                | Mari Eriksmoen Fiordiligi Katija Dragojevic Dorabella Elisabeth Kulman Despina                                                     | Andrè Schuen Gulielmo Mauro Peter Ferrando Markus Werba Don Alfonso |
| L’olimpiade, Opera seria von Josef Mysliveček, 28. März 2014                                                      | | |
| Collegium 1704 Václav Luks                                                                                        | Simona Saturova Aristea Raffaella Milanesi Megacle Tehila Nini Goldstein Licida Sophie Harmsen Argene                              | Johannes Chum Clistene Krystian Adam Aminta |
| Die Zarenbraut, Oper von Nikolai Rimski-Korsakow, 28. April 2014                                                  | | |
| Orchester und Chor des Bolschoi-Theaters Gennady Rozhdestvensky                                                   | Olga Kulchinskaya Marfa Agunda Kulaeva Lyabasha Irina Udalova Domna Saburowa Elena Novak Dunyasha Anna Matsey Petrovna             | Alexander Naumenko Vasily Stepanovich Sobakin Alexander Kasyanov Grigory Grigorevich Gryaznoy Oleg Tsybulko Grigory Lukiyanovich Malyuta Skuratov Bogdan Volkov Ivan Sergeyevich Lykov |
| Der goldene Hahn, Oper von Nikolai Rimski-Korsakow, 29. April 2014                                                | | |
| Orchester und Chor des Bolschoi-Theaters Pavel Klinichev                                                          | Tatyana Erastova Amelfa, Aufseherin Venera Gimadieva Königin von Schemacha Darya Zykova Der goldene Hahn                           | Vladimir Matorin Zar Dodon Boris Rudak Prinz Gwidon Konstantin Shushakov Prinz Afron Nikolay Kazansky General Polkan Stanislav Mostovoy Astrologe                                      |

## Spielzeit 2014–2015
| Tamerlano, 25. September 2014                                                                                    | | |
| Il pomo d’oro Maxim Emelyanichev                                                                                 | Sophie Karthäuser Asteria Ruxandra Donose Irene                                                                         | Xavier Sabata Tamerlano John Mark Ainsley Bajazet Max Emanuel Cenčić Andronico Pavel Kudinov Leone |
| Alcina, 17. Oktober 2014                                                                                         | | |
| The English Concert Harry Bicket                                                                                 | Joyce DiDonato Alcina Alice Coote Ruggerio Anna Christie Morgana Sonia Prina Bradamante Anna Devin Oberto               | Ben Johnson Oronte Wojtech Gierlach Melisso |
| La Stellidaura vendicante, Oper von Francesco Provenzale, 23. Oktober 2014                                       | | |
| L'Academia Montis Regalis Alessandro De Marchi                                                                   | Raffaela Milanesi Stellidaura                                                                                           | Adrian Strooper Armidoro Carlo Allemano Orismondo Enzo Capuano Giampetro Hagen Matzeit Armillo |
| Demofoonte, Oper von Christoph Willibald Gluck, 23. November 2014                                                | | |
| Il complesso barocco Alan Curtis                                                                                 | Vivica Genaux Timante Sylvia Schwartz Dircea Marie-Claude Chappuis Creusa Romina Basso Cherinto Nerea Berraondo Adrasto | Colin Balzer Demofonte Vittorio Prato Matusio |
| King Arthur, 29. November 2014                                                                                   | | |
| The King’s Consort Robert King                                                                                   | Carolyn Sampson Sopran Rebecca Outram Sopran Julie Cooper Sopran                                                        | Daniel Auchincloss Hoher Tenor James Oxley Tenor Matthew Brook Bass |
| Baroque Rivalries, Arien von Händel, Hasse, Lotti, Pollarolo, Porpora, Sarro, Vinci und Vivaldi, 20. Januar 2015 | | |
| Capella Gabetta Andrés Gabetta                                                                                   | Simone Kermes Sopran Vivica Genaux Mezzosopran                                                                          | |
| Cinq-Mars, Oper von Charles Gounod, 27. Januar 2015                                                              | | |
| Münchner Rundfunkorchester Chor des Bayerischen Rundfunks Ulf Schirmer                                           | Véronique Gens La principesse Marie de Gonzague Marie Lenormande Ninon de l'Enclos Hélène Guilmette Marion Delorme      | Charles Castronovo Le marquis de Cinq-Mars Tassis Christoyannis Le conseiller de Thou Andrew Foster-Williams Père Joseph André Heyboer Le vicompte de Fontrailles Jean Teitgen Le roi (Ludwig XIII.), Le Chancelier |
| Hercules, 26. Februar 2015                                                                                       | | |
| The English Concert Harry Bicket                                                                                 | Alice Coote Dejanira Lucy Crowe Iole                                                                                    | Matthew Rose Hercules James Gilchrist Hyllus Rupert Enticknap Lichas |
| Zaïs, Pastorale héroique in einem Prolog und vier Akten von Jean-Philippe Rameau, 17. April 2015                 | | |
| Les Talens Lyriques Chœur de chambre de Namur Christophe Rousset                                                 | Sandrine Piau Zelidie Amel Brahim-Djelloul Sylphide Hasnaa Bennani Amour                                                | Julian Prégardien Zaïs Konstantin Wolff Oromazès Benoît Arnould Cindor Zachary Wilder Un sylphe |
| Siroe, Opera seria in drei Akten von Johann Adolf Hasse, 21. April 2015                                          | | |
| Armonia Atenea George Petrou                                                                                     | Julia Lezhneva Laodice Helene Le Corre Emira                                                                            | Max Emanuel Cenčić Siroe Franco Fagioli Medarse Juan Sancho Cosroe |
| La clemenza di Tito, Dramma per musica von Christoph Willibald Gluck, 11. Mai 2015                               | | |
| L’arte del mondo Werner Ehrhardt                                                                                 | Laura Aikin Vitellia Arantza Ezenarro Servilia Raffaella Milanesi Sesto                                                 | Benjamin Bruns Tito Flavio Ferri-Benedetti Publio |

## Spielzeit 2015–2016
| Catone in Utica, Libretto von Pietro Metastasio, Musik von Leonardo Vinci, 24. September 2015                                                    | | |
| Il pomo d’oro Maxim Emelyanychev | | Franco Fagioli Cesare Juan Sancho Catone Max Emanuel Cenčić Arsace Ray Chenez Marzia Vince Yi Armida Martin Mitterrutzner Fulvio                                                                       |
| Xerse, Libretto von Nicolò Minato, Musik von Francesco Cavalli, 18. Oktober 2015                                                                 | | |
| Le Concert d’Astrée Emmanuelle Haïm | Emőke Baráth Romilda Camille Poul Adelanta Emmanuelle de Negri Amastre | Ugo Guagliardo Xerse Tim Mead Arsamene Carlo Vincenzo Allemano Ariodate Emiliano Gonzalez Toro Eumene Frédéric Caton Aristone Pascal Bertin Elviro                                                     |
| Don Chisciotte in Sierra Morena, Libretto von Apostolo Zeno und Pietro Pariati, Musik von Francesco Bartolomeo Conti, 15. November 2015          | | |
| B’Rock Orchestra René Jacobs | Anett Fritsch Dorotea Sophie Karthäuser Lucinda Angelique Noldus Maritorne | Stéphane Degout Don Chisciotte Marcos Fink Sancio Pansa Christophe Dumaux Fernando Lawrence Zazzo Cardenio Johannes Chum Lope Dominique Visse Rigo Fulvio Bettini Mendo                                |
| Armide, Libretto von Philippe Quinault nach Torquato Tasso, Musik von Jean-Baptiste Lully, 18. Dezember 2015                                     | | |
| Les Talens Lyriques Chœur de chambre de Namur Christophe Rousset                                                                                 | Hélène Le Corre La Gloire \| Phénice \| Mélisse \| Une nymphe des eaux Marie-Claude Chappuis La Sagesse \| Sidonie \| Lucinde \| Une bergère héroïque Marie-Adeline Henry Armide | Antonio Figueroa Renaud Douglas Williams Hidraot Etienne Bazola Ubalde Edwin Crossley-Mercer Aronte \| La Haine Emiliano Gonzalez Toro Artémidore Cyril Auvity Le chevalier danois \| Un amant fortuné |
| Fidelio (Leonore 1806), Libretto von Joseph Sonnleithner und Stephan von Breuning, Musik von Ludwig van Beethoven, 17. Jänner 2016               | | |
| Concentus Musicus Wien Arnold Schoenberg Chor Erwin Ortner Choreinstudierung Stefan Gottfried                                                    | Juliane Banse Fidelio Anna Prohaska Marzelline | Andrew Foster-Williams Don Pizarro Michael Schade Florestan Georg Zeppenfeld Rocco Rainer Trost Jaquino Andrè Schuen Don Fernando Herbert Föttinger Sprecher                                           |
| Idomeneo, Libretto von Giambattista Varesco, Musik von Wolfgang Amadeus Mozart, 22. Jänner 2016                                                  | | |
| Freiburger Barockorchester Arnold Schoenberg Chor Erwin Ortner Choreinstudierung René Jacobs                                                     | Gaëlle Arquez Idamante Sophie Karthäuser Ilia Alex Penda Elettra | Jeremy Ovenden Idomeneo Julien Behr Arbace Nicolas Rivenq Gran Sacerdote di Nettuno Christoph Seidl La Voce                                                                                            |
| Orlando, Libretto anonym nach Carlo Sigismondo Capece und Ludovico Ariosto, Musik von Georg Friedrich Händel, 24. Februar 2016                   | | |
| The English Concert Harry Bicket | Erin Morley Angelica Sasha Cooke Medoro Carolyn Sampson Dorinda | Iestyn Davies Orlando Kyle Ketelsen Zoroastro |
| Il primo omicidio (Oratorium), Libretto von Antonio Ottoboni, Musik von Alessandro Scarlatti, 23. März 2016                                      | | |
| Concerto italiano Rinaldo Alessandrini | Roberta Invernizzi Eva Sonia Prina Caino Monica Piccinini Abele | Carlo Alemanno Adamo Aurelio Schiavoni Dio Salvo Vitale Lucifero |
| Arminio, Libretto anonym nach Antonio Salvi, Musik von Georg Friedrich Händel, 20. April 2016                                                    | | |
| Armonia Atenea George Petrou | Sandrine Piau Tusnelda Ruxandra Donose Ramise | Max Emanuel Cenčić Arminio Vince Yi Sigismondo Pavel Kudinov Segeste Vassilis Kavayas Varo Owen Willets Tullio                                                                                         |
| Lucio Silla, Libretto von Giovanni de Gamerra, Musik von Wolfgang Amadeus Mozart, 27. April 2016, eine Produktion des Théâtre des Champs-Elysées | | |
| Rita Cosentino Spielleitung Insula Orchestra Arnold Schoenberg Chor Erwin Ortner Choreinstudierung Laurence Equilbey                             | Olga Pudova Giunia Chiara Skerath Lucio Cinna Ilse Eerens Celia | Paolo Fanale Lucio Silla Franco Fagioli Cecilio |

## Spielzeit 2016–2017
| Zoroastre von Louis de Cahusac und Jean-Philippe Rameau, 16. November 2016 |                                                                          | |
| Ensemble Pygmalion Chor Pygmalion Raphaël Pichon                           | Katherine Watson Amélite Emmanuelle de Negri Érinice Léa Désandre Céphie | Reinound van Mechelen Zoroastre Nicolas Courjal Abramane Christian Immler Oromasès \| La Vengeance Virgile Ancely Zopire Etienne Bazola Narbanor |

## Spielzeit 2017–2018
| Ottone, re di Germania, Musik von Georg Friedrich Händel, Libretto von Niccolò Francesco Haym, 24.09.2017                                                                                              | | |
| Il pomo d´oroGeorge Petrou | Ann Hallenberg Gismonda Anna Starushkevych Matilda Dilyara Idrisova Teofane                                            | Max Emanuel Cencic Ottone Xavier Sabata Adelberto Pavel Kudinov Emireno |
| Giulio Cesare in Egitto, Musik von Georg Friedrich Händel, Libretto von Niccolò Francesco Haym, 18.10.2017                                                                                             | | |
| Accademia BizzantinaOttavio Dantone | Emöke Baráth Cleopatra Delphine Galou Cornelia Julie Boulianne Sesto                                                   | Lawrence Zazzo Giulio Cesare Filippo Mineccia Tolomeo Riccardo Novaro Achilla |
| Leonore 1805, Musik von Ludwig van Beethoven, Text von Joseph Sonnleithner nach Jean Nicolas Bouillys "Léonore ou l´amour conjugal", 24.10.2017                                                        | | |
| Freiburger BarockorchesterZürcher Sing-AkademieFlorian Helgath Chorleitung René Jacobs | Marlis Petersen Leonore Robin Johannsen Marzelline                                                                     | Maximilian Schmitt Florestan Johannes Weisser Don Pizarro Dimitry Ivashchenko Rocco Johannes Chum Jaquino / Pförtner / Erster Gefangener Tareq Nazmi Don Fernando                                                            |
| Egmont, Musik von Ludwig van Beethoven, Text frei adaptiert nach Johann Wolfgang von Goethes gleichnamigem Drama (1789), 15.12.2017                                                                    | | |
| Insula OrchestraLaurence Equilbey | Sheva Tehoval Klara | Leonard Hohm Graf Egmont Doga Gürer Wilhelm von Oranien Charles Morillon Herzog von Alba Stefan Kinsman Ferdinand |
| Publio Cornelio Scipione, Musik von Georg Friedrich Händel, Libretto von Paolo Antonio Rolli, 24.01.2018                                                                                               | | |
| Armonia AteneaMarkellos Chryssicos | Myrtó Papatanasiu Berenice Dilyara Idrisova Armira                                                                     | Xavier Sabata Lucejo Yuriy Mynenko Scipione György Hanczar Lelio Pavel Kudinov Ernando |
| Giulietta e Romeo, Musik von Niccolò Antonio Zingarelli, Libretto von Giuseppe Maria Foppa, 27.01.2018                                                                                                 | | |
| Armonia AteneaArnold Schoenberg ChorErwin Ortner Chorleitung George Petrou | Ann Hallenberg Giulietta Irini Karaianni Matilde                                                                       | Yuriy Mynenko Romeo (Einspringer für Max Emanuel Cencic) Daniel Behle Everardo Xavier Sabata Gilberto Sebastian Monti Teobaldo                                                                                               |
| Armida, Musik von Joseph Haydn, Libretto von Nunziato Porta [?] nach Torquato Tassos "La Gerusalemme liberata", 21.02.2018                                                                             | | |
| Kammerorchester BaselRené Jacobs | Birgitte Christensen Armida Robin Johannsen Zelmira                                                                    | Thomas Walker Rinaldo Anicio Zorzi Giustiniani Ubaldo Magnus Staveland Clotarco Riccardo Novaro Idreno |
| Fidelio 1814, Musik von Ludwig van Beethoven, Libretto von Joseph Sonnleithner, Stephan von Breuning und Georg Friedrich Treitschke nach Jean Nicolas Bouillys Léonore ou L´amour conjugal, 19.03.2018 | | |
| Kammerorchester BaselGaechinger Cantorey Hans-Christoph Rademann Chorleitung Giovanni Antonini | Emma Bell Leopnore (Einspringer für Annette Dasch) Regula Mühlemann Marzelline                                         | Klaus Florian Vogt Florestan Sebastian Holecek Don Pizarro Stefan Cerny Rocco Patrick Grahl Jaquino Matthias Winckhler Don Fernando Wolfgang Frisch-Catalano Erster Gefangener Alejandro Lárraga Schleske Zweiter Gefangener |
| Die Schuldigkeit des ersten Gebots, Musik von Wolfgang Amadeus Mozart, Text von Ignatz Anton von Weiser, 27.03.2018                                                                                    | | |
| Concentus Musicus WienStefan Gottfried | Cornelia Horak Weltgeist (Einspringer für Patricia Petibon) Juliane Banse Barmherzigkeit Anna Gillingham Gerechtigkeit | Michael Schade Christgeist Julian Henao Gonzalez Christ |
| Radamisto, Musik von Georg Friedrich Händel, Libretto von Nicola Francesco Haym nach Domenico Lalli, 20.04.2018                                                                                        | | |
| Orchester Wiener AkademieMartin Haselböck | Patricia Bardon Zenobia Sophie Karthäuser Polissena Valerie Vinzant Fraarte Melanie Hirsch Tigrane                     | Carlos Mena Radamisto Florian Boesch Tiridate Christian Hilz Farasmane |